# Mixotrephes
Mixotrephes is een geslacht van wantsen uit de familie van de Helotrephidae. Het geslacht werd voor het eerst wetenschappelijk beschreven door Papáček in Štys & Tonner.

## Soorten
Het genus bevat de volgende soorten:

- Mixotrephes bengalensis (Papáček & Zettel, 2003)
- Mixotrephes freitagi (Papáček & Zettel, 2006)
- Mixotrephes heissi (Papáček & Zettel, 2003)
- Mixotrephes hoberlandti (Papáček, Štys & Tonner, 1989)
- Mixotrephes kumaonis (J. Polhemus, 1990)
- Mixotrephes nepalensis (Papáček & Zettel, 2003)
- Mixotrephes pictus (Papáček & Zettel, 2011)
- Mixotrephes punctatus (Papáček & Zettel, 2008)
- Mixotrephes thermophilus (Papáček & Kovac, 2001)